# Code-Sonne

Sonnenartige Darstellung des Genetischen Codes: „Code-Sonne“. Die Codierung der Aminosäuren (außen) durch die Basentripletts auf der mRNA ist von innen (5') nach außen (3') zu lesen.

Die sogenannte Code-Sonne ist eine schematische Darstellung des genetischen Codes und dient dazu, die Basentripletts der mRNA in die entsprechende kanonische Aminosäure zu übersetzen.
Bei der Proteinbiosynthese gibt es zwei Hauptprozesse: In der Transkription wird die Abfolge von Nukleotiden eines Abschnitts auf der DNA umgeschrieben in die Nukleotidsequenz einer RNA und auf dieser Grundlage die sogenannte mRNA hergestellt. Dieser Vorgang findet bei eukaryoten Zellen in deren Zellkern statt, bei prokaryoten wie Bakterien im Zytosol der Zelle. In beiden Fällen läuft dann im Zytoplasma an den Ribosomen der Prozess der Translation ab, womit die Nukleotidsequenz der mRNA  übersetzt wird in die Aminosäuresequenz der dabei gebildeten Polypeptidkette. Dabei entspricht jeweils eine Abfolge von drei Basen, ein Triplett, dem Codon für eine bestimmte der proteinogenen Aminosäuren oder einem Stop-Codon.
Die Code-Sonne wird von innen nach außen gelesen. So führt zum Beispiel die Basenabfolge 5'-GCA-3' auf der mRNA zum Einbau der Aminosäure Alanin (Ala).
Die Code-Sonne wurde in dem 1972 erschienenen Lehrbuch Klassische und molekulare Genetik von Carsten Bresch und Rudolf Hausmann eingeführt und ist heute neben der Tabellenform eine häufige Darstellungsweise für die Aminosäurecodierung durch die Basentripletts der mRNA.